# Kalapodi
Kalapodi (řecky Καλαπόδι) je malá vesnice a komunita se 444 obyvateli v regionální jednotce Fthiotis ve Středním Řecku v Řecku. Administrativně spadá pod obec Lokroi a obecní jednotku Atalanti.

## Historie
V antice se zde nacházela Apollónova a Artemidina svatyně. První zjišťovací archeologické výzkumy uskutečnil už na přelomu 19. a 20. století V. W. Yorke, a od 70. let zde probíhají systematické výzkumy pod patronací DAI. Nejdříve je vedl Rainer Felch, v současnosti Wolfgang Dietrich Niemayer.
Ve starověku náležela pod Hyampolis a byla jeho venkovskou svatyní, později v archaickém období dostala status regionální svatyně. Sloužila jako regionální politické centrum, které komunity z okolních oblastí využívaly jako místo symbolických setkání a rituálního obětování. Je jednou ze svatyň, kde se zdá, že kultovní aktivita nebyla přerušena při přechodu od mykénského období přes submykénské oddobí až do rané doby železné. Kultovní aktivity začali na místě v LH III B2 / LH III C a celá oblast byla v tomto období hustě osídlena, což dokládá množství komorových hrobů v okolí.
Nová fáze svatyně nastala kolem roku 950 př. n. l. reorganizací svatyně a zvětšením temena (posvátného okolí chrámu). Tehdy začaly i první větší stavební úpravy, kdy byla navršená první terasa. Nejstarší kultovní budova se datuje do druhé poloviny 9. stol. před Kr. a je pod pozdějším Chrámem A. Podařilo se zde zachytit několik ohnišť a podlahu. Zde bylo i původní mykénské kultovní místo. Přibližně od roku 800 před Kr. už měla svatyně chrám, nejdříve asi jen lehčí konstrukce ze dřeva, později z nepálených cihel. O něco jižněji byly nalezeny pozůstatky pravděpodobně kultovní budovy z poloviny 8. stol. před Kr., která byla identifikována jako svatyně Artemis Elafébolos. (Elafébolos je epiteton jejího jména "střílející šípy na jelena") V první polovině 7. stol. byly oba chrámy nahrazeny novými stavbami.
Už v rané době železné sloužila svatyně jako místo setkání pro regionální elity. Kultovní aktivita se v těchto raných stádiích soustřeďovala na rituální pití a hostiny. Máme tu doklady obětování, konzumace jídla a širokou škálu obilovin. Vrstvy z protogeometrického období také obsahují velké množství nádob na uskladnění surovin (Pithos).